# Mejibray
Mejibray foi uma banda japonesa de rock visual kei fundada em junho de 2011 por seu ex-vocalista Tsuzuku. Sua formação principal era Tsuzuku como vocalista, Koichi como baixista, Mia como guitarrista e Meto na bateria. Inesperadamente, Tsuzuku e Koichi deixaram a banda em 2017 e desde então o Mejibray está em inatividade.

## Carreira

### Primeiros anos (2011–2013)
Mejibray inicialmente foi formado em março de 2011 como projeto solo do ex vocalista do VanessA, Tsuzuku. Três meses depois, tornou-se uma banda oficial formada por ele dois colegas de banda do VanessA: o baixista Koichi e o guitarrista Ippu, além do baterista Meto e guitarrista MiA. Ippu logo deixou a banda em outubro, pouco depois do lançamento do primeiro single: "Killing Me", pela gravadora White Side Group, em 24 de agosto. O primeiro EP, Silvers.exe, foi lançado em novembro e reimpresso em julho do ano seguinte.
Em 2012, lançaram o single "Sabato", que alcançou a quarta posição nas paradas Indies da Oricon. O primeiro álbum de estúdio foi lançado em 2 de maio, Emotional [KARMA]. No final do ano, ingressos para as apresentações consecutivas no Ikebukuro Black Hole em 31 de agosto, 1 e 2 de setembro foram esgotados, pouco tempo após a formação da banda. O single "Sadisgate" foi lançado em 5 de setembro, "Emily" em 3 de outubro e o limitado "Toroshina" em 31 de agosto, que foi vendido apenas no show daquele dia.
Em janeiro de 2013 lançaram o single "Avalon" e no mês seguinte "Die Kusse", ambos compostos por MiA. No começo de maio lançaram o EP Messiah.bat e em junho anunciaram o lançamento de três singles consecutivos: "A Priori" em setembro, "Shueei" em outubro e "DECADANCE - Counting Goats … if I can’t be yours -" em novembro.

### SMe primeira apresentação internacional (2014–2016)
No começo de 2014, um ano movimentado para o Mejibray, fizeram uma apresentação surpresa no show da banda Ecthelion em 28 de fevereiro. No dia 19 do mês seguinte lançaram o single "Raven" e em abril lançaram um DVD ao vivo e participaram do álbum de tributo ao Sads, na faixa "Porno Star". Em maio, lançaram o álbum de grandes êxitos SM, que alcançou a décima segunda posição na Oricon Albums Chart. Também no mesmo mês iriam embarcar na turnê nacional em comemoração aos 3 anos de carreira e promoção ao SM, porém foi adiada para setembro devido a condição de saúde do baterista Meto. Logo depois, em outubro, embarcaram em uma turnê junto com o Born. Em novembro a banda fez sua primeira apresentação internacional em Xangai junto com a Nightmare e o Royz. Em 3 de dezembro lançaram seu segundo álbum THE" 420 "THEATRICAL ROSES e terminaram o ano com uma apresentação em Shibuya no dia 22, que foi gravada e lançada em DVD com todas as 22 canções tocadas no show.
Em 2015 lançaram o single "Nepenthes" em 1 abril e "Eiki" em 6 de maio. O mini álbum Venoms.app foi lançado em 5 de agosto e logo depois em 7 de outubro lançaram o single "Paradigm Paradox" e em 4 de novembro "SECRET No.03". No ano seguinte lançaram o single "Uka" em 11 de novembro.

### Hiato indeterminado (2017)
Em 3 de maio lançaram seu segundo álbum de grandes sucessos intitulado SM #2 e o primeiro SM foi reimpresso, dessa vez com uma faixa bônus votada pelos fãs.
Embarcaram em uma turnê com o Arlequin e Diaura no meio de 2017.
Inesperadamente, no dia 31 de dezembro, a assessoria da banda revelou que Koichi e Tsuzuku encerraram seus contratos, iniciando seu hiato e deixando o futuro da banda incerto.
Após o fim do Mejibray
Pouco tempo depois, Koichi e Genki divulgaram seu novo projeto: o 8P-SB com elementos visuais e música J-pop. Tsuzuku alterou seu nome artístico para Genki, assim como era no VanessA. Posteriormente, Genki estreou como artista solo e Koichi também, sob o nome Trembling Bambi. Em 2020, a pandemia de COVID-19 e a carreira solo de ambos levou o 8P-SB a chegar ao fim. Enquanto Koichi segue ativo como Trembling Bambi, Genki também iniciou outros projetos, como SpelL, 30sec certain victory e até um show do VanessA.

## Estilo musical e temas
O som do Mejibray foi descrito como pesado, incorporando vocais limpos, ásperos e guturais com guitarras agressivas. Tsuzuku, que escrevia as letras, afirmou que a grande maioria delas foram baseadas em sua experiência pessoal.

## Membros
- MiA - guitarra (2011-presente)
- Meto (メト) - bateria (2011–presente)

Ex-membros
- Tsuzuku (綴) (Genki Takebuchi) - vocal (2011–2017)
- Koichi (恋一) (Koichi Niiyama) - baixo (2011–2017)
- Ippu (一風) - guitarra (2011)

## Discografia

### Álbuns
| Título                   | Lançamento            | Tipo           | Posição na Oricon |
| ------------------------ | --------------------- | -------------- | ----------------- |
| Slivers.exe              | 7 de dezembro de 2011 | EP             | 216               |
| Emotional [KARMA]        | 2 de maio de 2012     | Álbum          | 102               |
| Messiah.bat              | 1 de maio de 2013     | EP             | 26                |
| SM                       | 1 de maio de 2013     | Grandes êxitos | 12                |
| The 420 Theatrical Roses | 3 de dezembro de 2014 | Álbum          | 36                |
| Venoms.app               | 5 de agosto de 2015   | EP             | 20                |
| SM #2                    | 3 de maio de 2017     | Grandes êxitos | 42                |